# 村田清風
村田 清風（むらた せいふう）は、江戸時代後期の長州藩士（家老）。家格大組（別名馬廻）。藩主毛利敬親の信任の下で、長州藩の藩政改革を主導した。

## 生涯

### 生い立ち
天明3年（1783年）、長門国大津郡三隅村沢江に長州藩士村田光賢（賀屋武矩の子、91石）の長男として生まれた。弟・山田龔之の子に山田亦介、孫に山田顕義がいる。また、妹・秀の孫に河上弥市がいる。
藩校明倫館では優秀な成績を修め、学費免除の上、明倫館書物方となる。文化5年（1808年）、藩主毛利斉房の小姓として仕える。以後、斉房から毛利敬親まで5代の藩主の下で要職を歴任した。江戸にて塙保己一などから兵法や海防策を、また海保青陵の著述から経世論を学ぶなど、さらに知識を広げた。文政2年（1819年）に家督を相続し、祐筆添役や当職手元役、撫育方頭人となる。

### 藩政改革
天保9年（1838年）、表番頭と江戸仕組掛を兼任して藩政の実権を掌握し、藩主毛利敬親のもとで天保の改革に伴う財政再建政策に取り組んだ。長州藩は慢性的な借財に苦しんでいたが、清風は天保14年（1843年）に三七ヵ年賦皆済仕法（家臣団の負債を借銀1貫目につき30目を37年間支払えば元利完済とするもの）を採った。これは家臣と商人との癒着を防ぎ、身分の上下の区別を付ける目的もあった。次に、藩はそれまで特産物である蝋を専売制にしていたが、清風はこれを廃止して商人による自由な取引を許した。その代わり、商人に対しては運上銀を課税した。さらに、この頃の下関海峡は西国諸大名にとっては商業・交通の要衝であったが、清風はこれに目をつけた。豪商の白石正一郎や中野半左衛門らを登用して、越荷方を設置したのである。越荷方とは藩が下関で運営する金融兼倉庫業であり、いわば下関を通る貿易船などを保護する貿易会社である。このような清風の財政改革により、長州藩の財政は再建されていった。また、清風は教育普及においても力を注ぎ、庶民層に対しても教育を薦め、嘉永2年（1849年）には明倫館の拡大も行なっている。他にも、学問所である三隅山荘尊聖堂を建設している。

### 晩年
しかし、「三七ヵ年賦皆済仕法」は藩士が多額の借金をしていたことから商人らに反発を受け、また越荷方を成功させたことで、大坂への商品流通が著しく減少したことにより、幕府からの横槍が入って退陣する。さらに改革の途中で中風に倒れ、家老の坪井九右衛門に藩政の実権を譲って隠退した。その後、病から回復して子弟教育に力を注ぐ一方で、『海防糸口』『病翁寝言』『遼東の以農古』など、多くの著作を記している。安政2年（1855年）、清風を尊敬する家老・周布政之助の要請で再び藩政に携わったが、清風の改革に対して反対派である椋梨藤太の台頭などもあって、再びの改革には失敗する。同年、持病である中風が再発して73歳で死去した。晩年は161石を給された。
再びの改革は失敗に終わったものの、清風の改革は幕末の長州藩における大きな財産となったとして、現在も評価されている。

## 評価
兒玉愛二郎
「村田清風と云う人は泰平の時代で、未だ黒船も来ない時分から軍備を整えた。西郷の時代に居ったら西郷以上であったでしょう。吉田松陰なども学を受けたものである。藩政改革をやってから、隠居して田舎に這入って文武の稽古をして居った。久坂玄瑞の同類で明倫館に赤川淡水と云う者が居って、評判の好い男であったが、それが村田を訪ねて行った。村田が、『淡水とは妙な名だが、医者か何か』と言った。淡水が『そうではない』『それではお主は何をするか』『私は今度海防のこのとに付て、地理を研究したいから、防長の海岸を歩こうと思います』『それは結構だ。お主は磁石を持って居るか』『磁石は持って居りませぬ』『馬鹿な奴だ。地理を研究するのに、磁石を持って歩かぬような人間に、地理の研究が出来るか。攘夷攘夷と云うが、米の相場が何んぼするか知って居るか。そんなことで攘夷も何も出来るものか』と言って追出されて仕舞った。村田は、武人や剣客が行くと大変丁寧にしやるが、学者や何かと言って行くと頭を押えられた。そう云う人であった」